# Sameodes
Sameodes is een geslacht van vlinders uit de familie van de grasmotten (Crambidae). De wetenschappelijke naam en de beschrijving van dit geslacht werden in 1880 gepubliceerd door P.C.T. Snellen.
Hij vormde het geslacht voor een naar zijn mening nieuwe soort uit Celebes en Java, die hij Sameodes trithyralis noemde. Deze naam is later beschouwd als een synoniem van Botys cancellalis, door Philipp Christoph Zeller in 1852 beschreven. 
Deze grasmotten komen voor in tropische en subtropische streken.

## Soorten
- S. abstrusalis (Moore, 1888)
- S. alexalis Schaus, 1927
- S. cancellalis (Zeller, 1852)
- S. distictalis Hampson, 1899
- S. enderythralis Hampson, 1899
- S. ennoduisalis Schaus, 1927
- S. finbaralis Schaus, 1927
- S. furvipicta Hampson, 1913
- S. holocrossa Meyrick, 1934
- S. microspilalis Hampson, 1913
- S. odulphalis Schaus, 1927
- S. pictalis Swinhoe, 1895
- S. tristalis Kenrick, 1907
- S. ulricalis Schaus, 1927